# Arquitetura georgiana

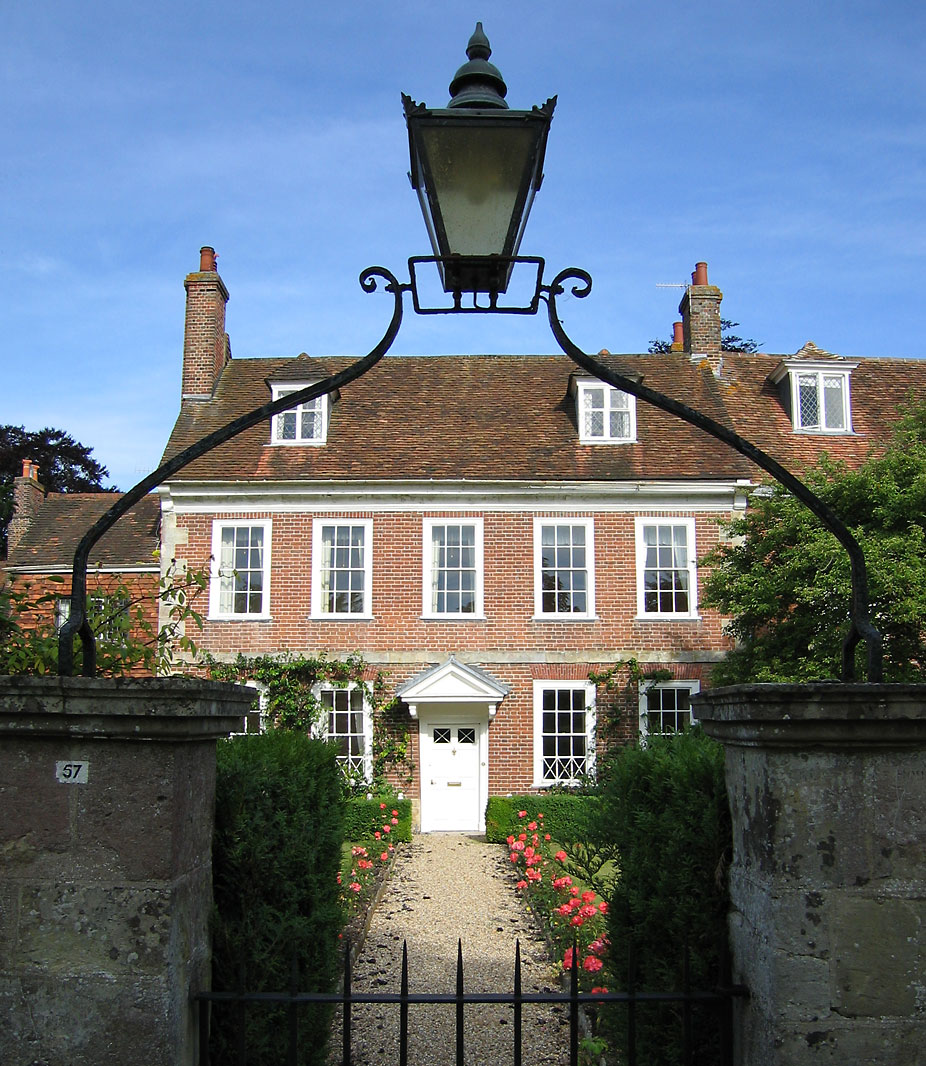
Uma casa georgiana.

Arquitetura georgiana foi o conjunto de estilos arquitetônicos vigentes entre 1714 e 1830. Recebeu o nome dos quatro primeiros monarcas britânicos da Casa de Hanover — Jorge I, Jorge II, Jorge III e Jorge IV - que reinou em sucessão contínua de agosto de 1714 a junho de 1830. As chamadas grandes cidades georgianas das Ilhas Britânicas foram Edimburgo, Bath, Dublin pré-independência e Londres, e em menor grau York e Bristol. O estilo foi revivido no final do século XIX nos Estados Unidos como arquitetura neogeorgiana e no início do século XX na Grã-Bretanha como arquitetura neogeorgiana; em ambos, também é chamada de arquitetura renascentista georgiana. Nos Estados Unidos, o termo georgiano é geralmente usado para descrever todos os edifícios do período, independentemente do estilo; na Grã-Bretanha, é geralmente restrito a edifícios que são "arquitetônicos na intenção"  e têm características estilísticas típicas do período, embora isso abranja uma ampla gama.
O estilo georgiano é altamente variável, mas marcado pela simetria e proporção com base na arquitetura clássica da Grécia e de Roma, revivida na arquitetura renascentista . O ornamento também está normalmente na tradição clássica, mas normalmente contido e, às vezes, quase completamente ausente no exterior. O período trouxe o vocabulário da arquitetura clássica para edifícios menores e mais modestos do que antes, substituindo a arquitetura vernacular inglesa (ou tornando-se o novo estilo vernacular) para quase todas as novas casas de classe média e edifícios públicos no final do período.
A arquitetura georgiana é caracterizada por sua proporção e equilíbrio; razões matemáticas simples foram usadas para determinar a altura de uma janela em relação à sua largura ou a forma de uma sala como um cubo duplo. A regularidade, tal como acontece com a cantaria de cantaria (cortada uniformemente), foi fortemente aprovada, imbuindo simetria e adesão às regras clássicas: a falta de simetria, onde adições georgianas foram adicionadas a estruturas anteriores que permaneceram visíveis, foi profundamente sentida como uma falha, pelo menos antes de John Nash começou a apresentá-lo em uma variedade de estilos.  A regularidade das fachadas ao longo de uma rua era uma característica desejável do planejamento urbano georgiano. Até o início do renascimento gótico no início do século XIX, os designs georgianos geralmente ficavam dentro do Ordens clássicas de arquitetura e empregou um vocabulário decorativo derivado da Roma ou Grécia antigas.

## Galleria

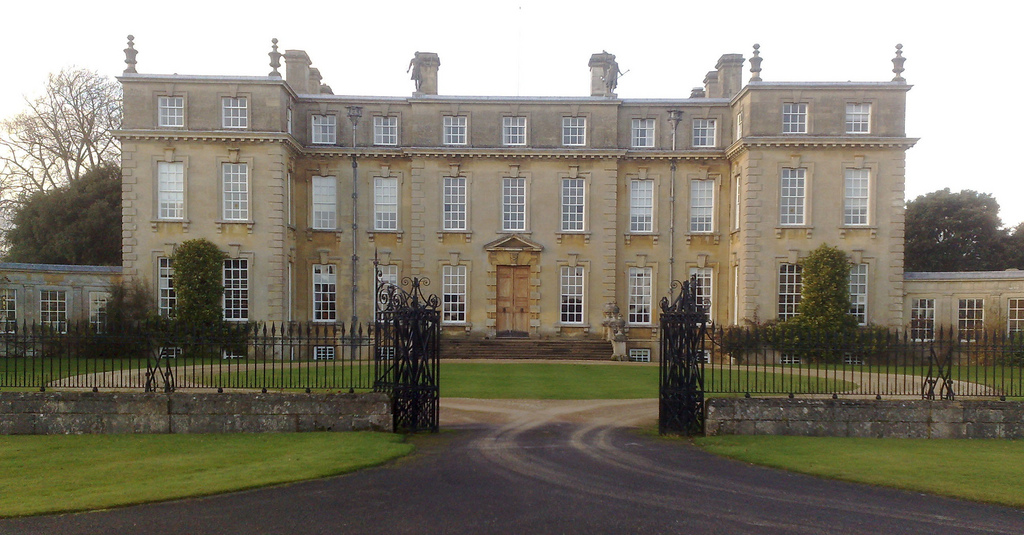
Ditchley House em Oxfordshire, uma casa de campo. James Gibbs, 1722
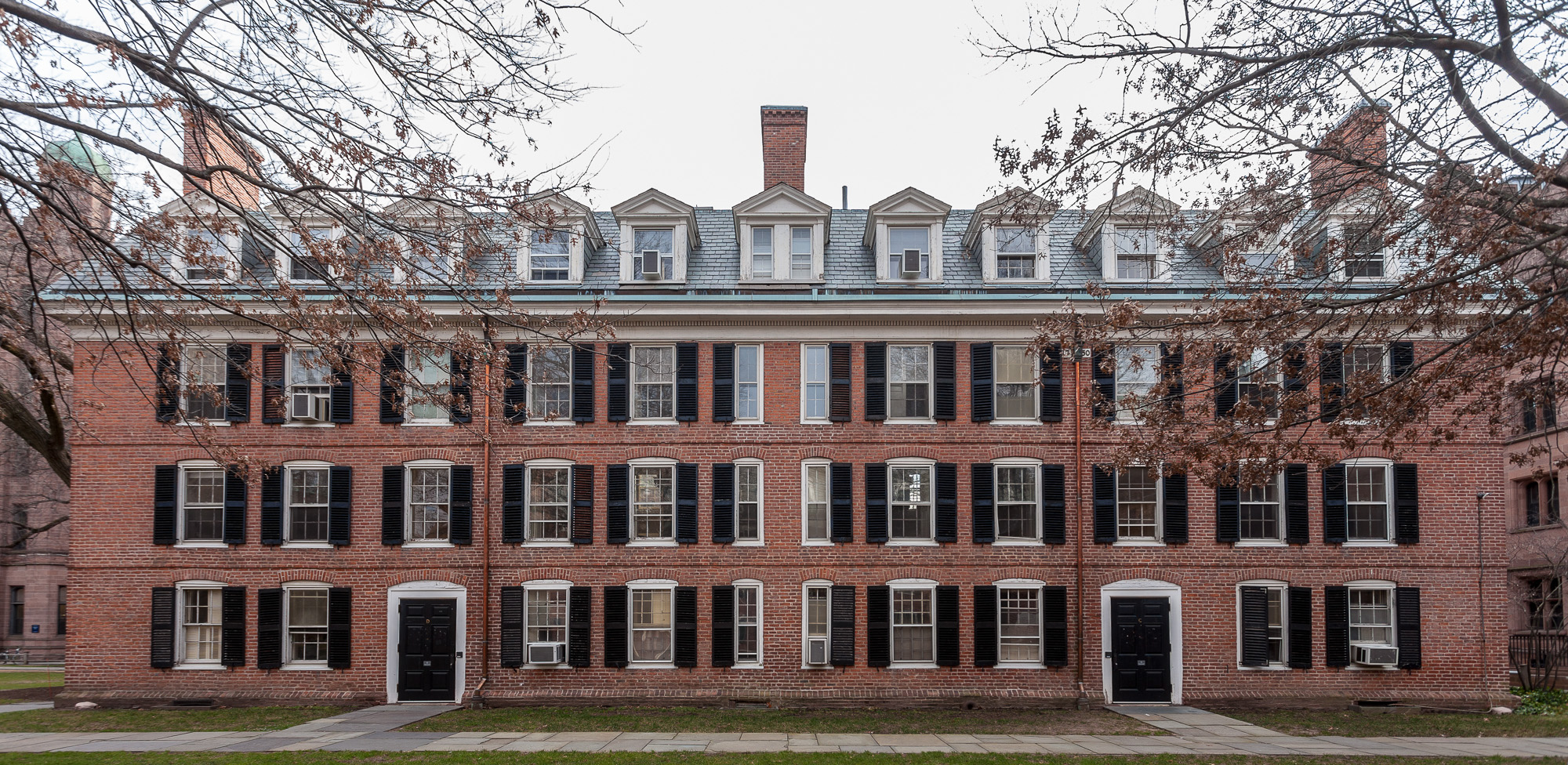
CConnecticut Hall na Universidade de Yale, uma iteração relativamente sem ornamentos do estilo georgiano (1750)
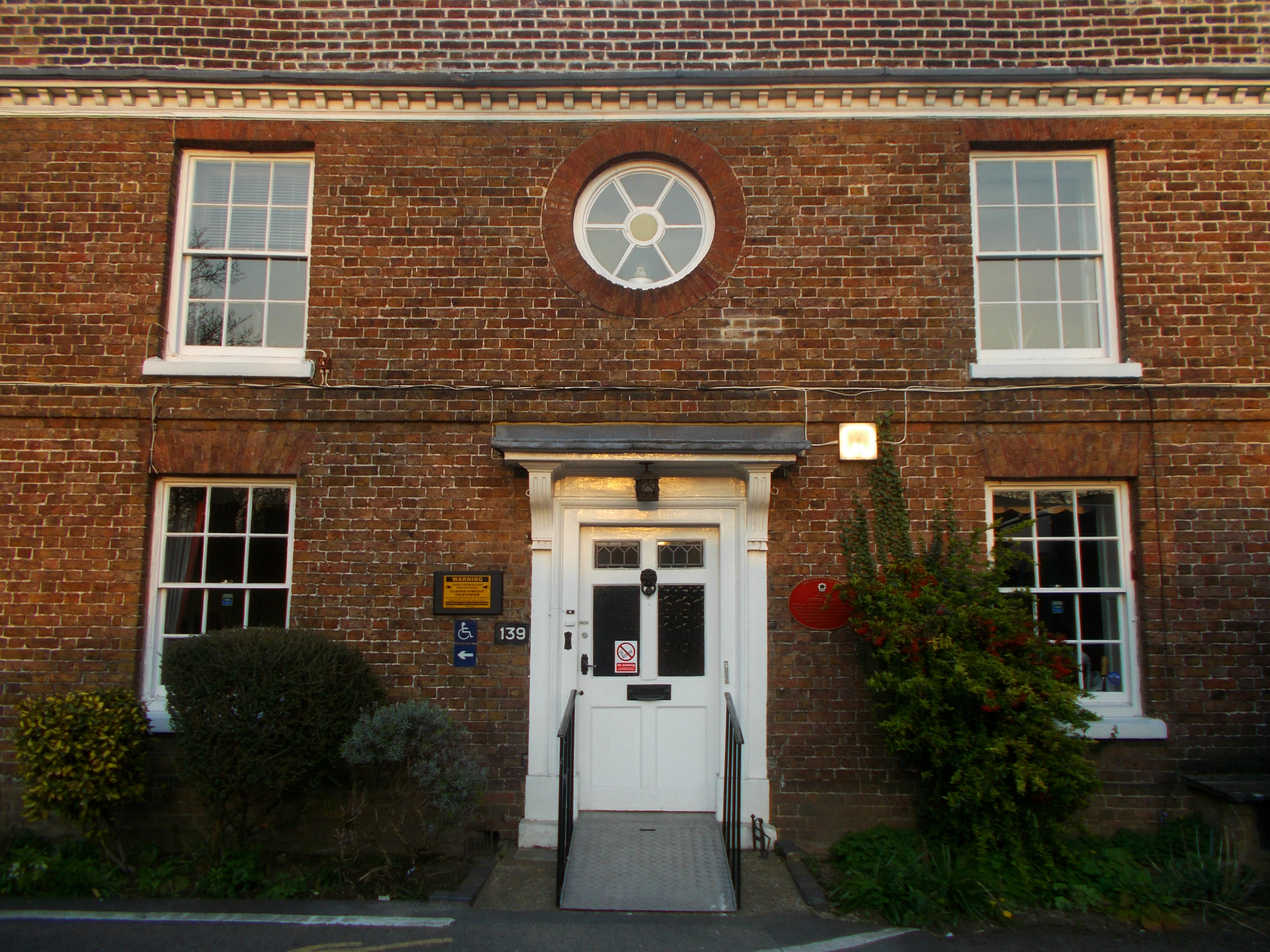
Sutton Lodge, Sutton, Londres, uma vez usado pelo príncipe regente, George IV do Reino Unido
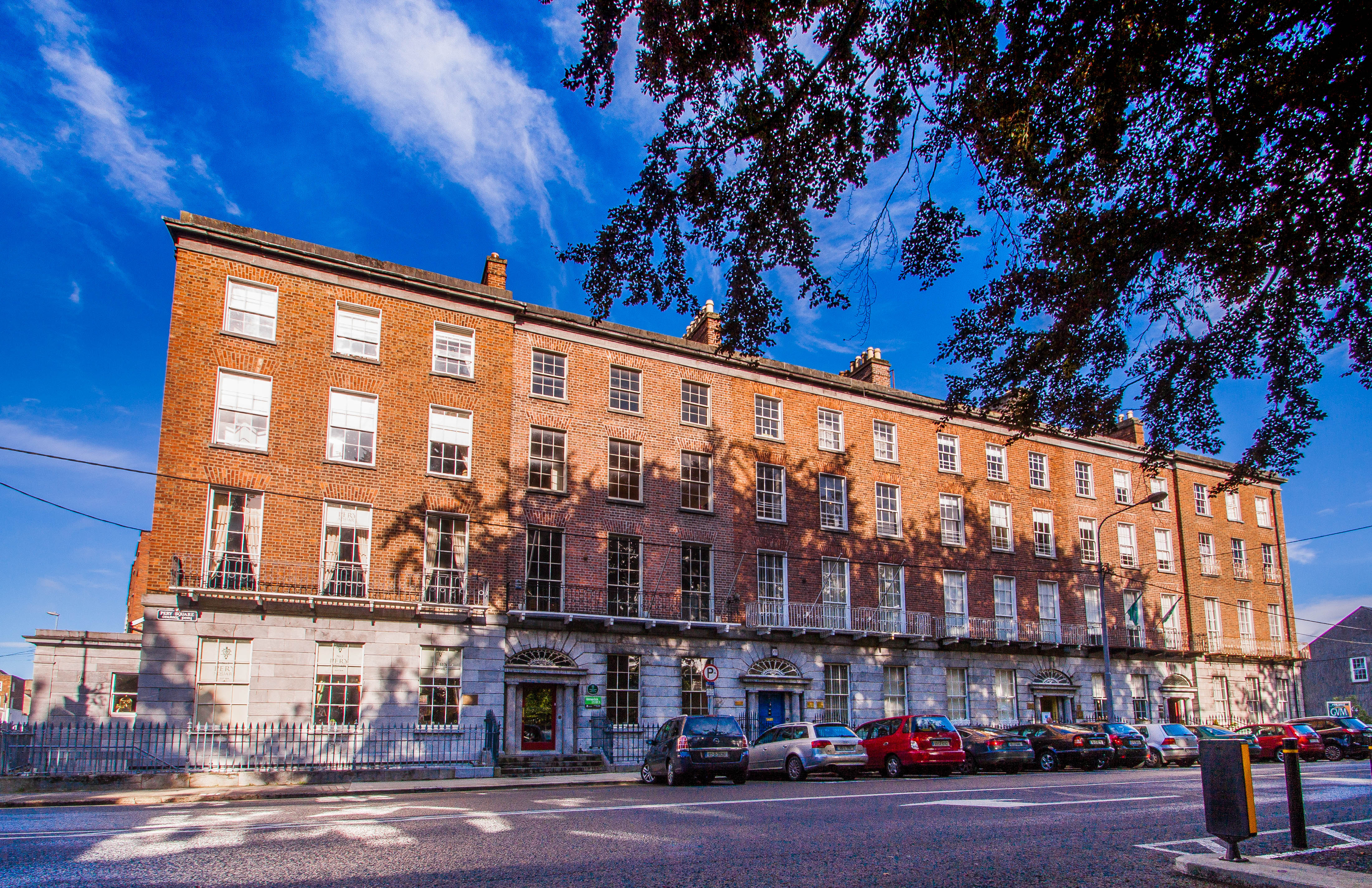
Moradias do período georgiano em Pery Square, Newtown Pery , Limerick, Irlanda, depois de 1769
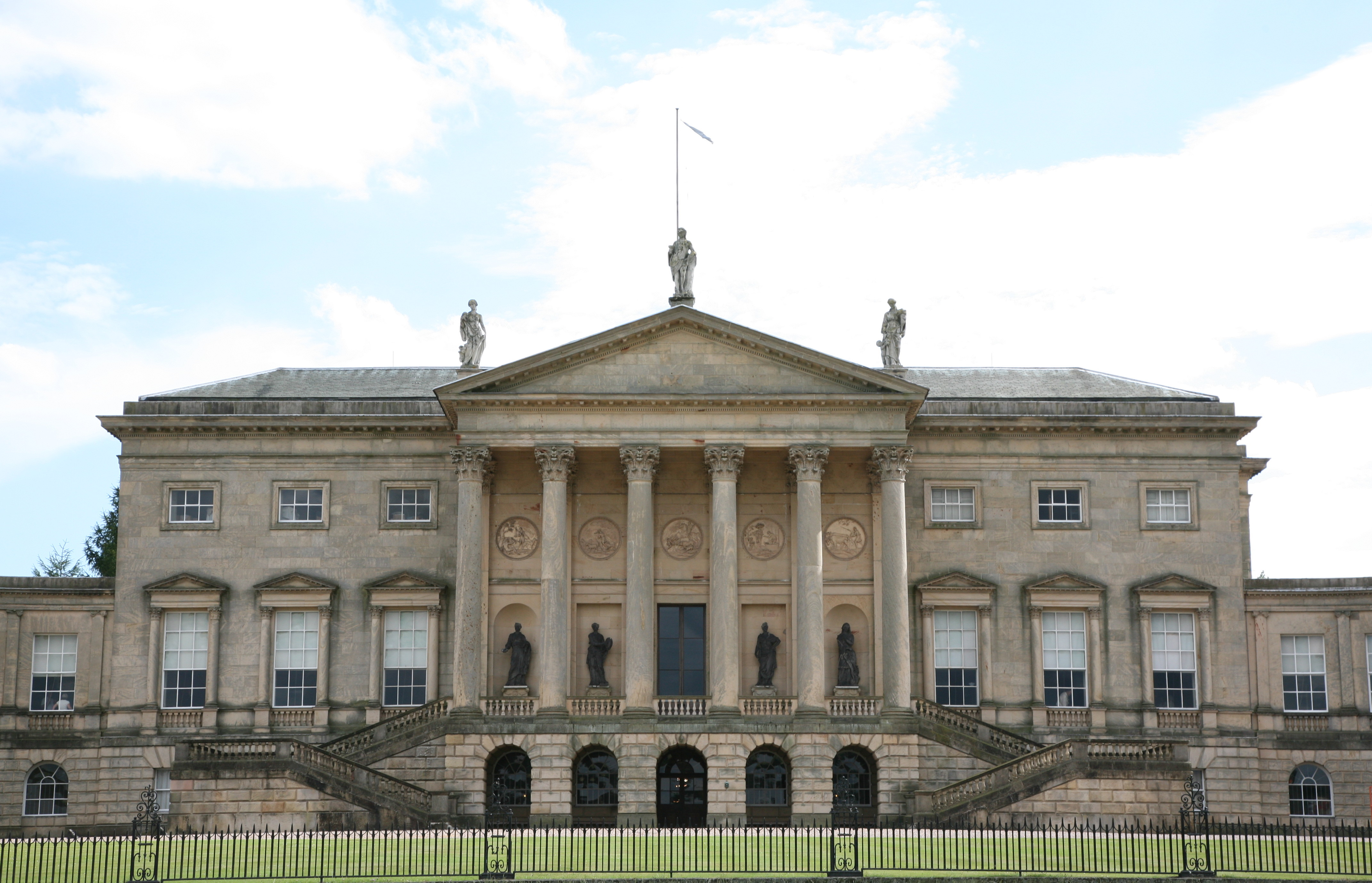
Kedleston Hall de Matthew Brettingham e Robert Adam, iniciado em 1769, uma grande casa de campo inglesae
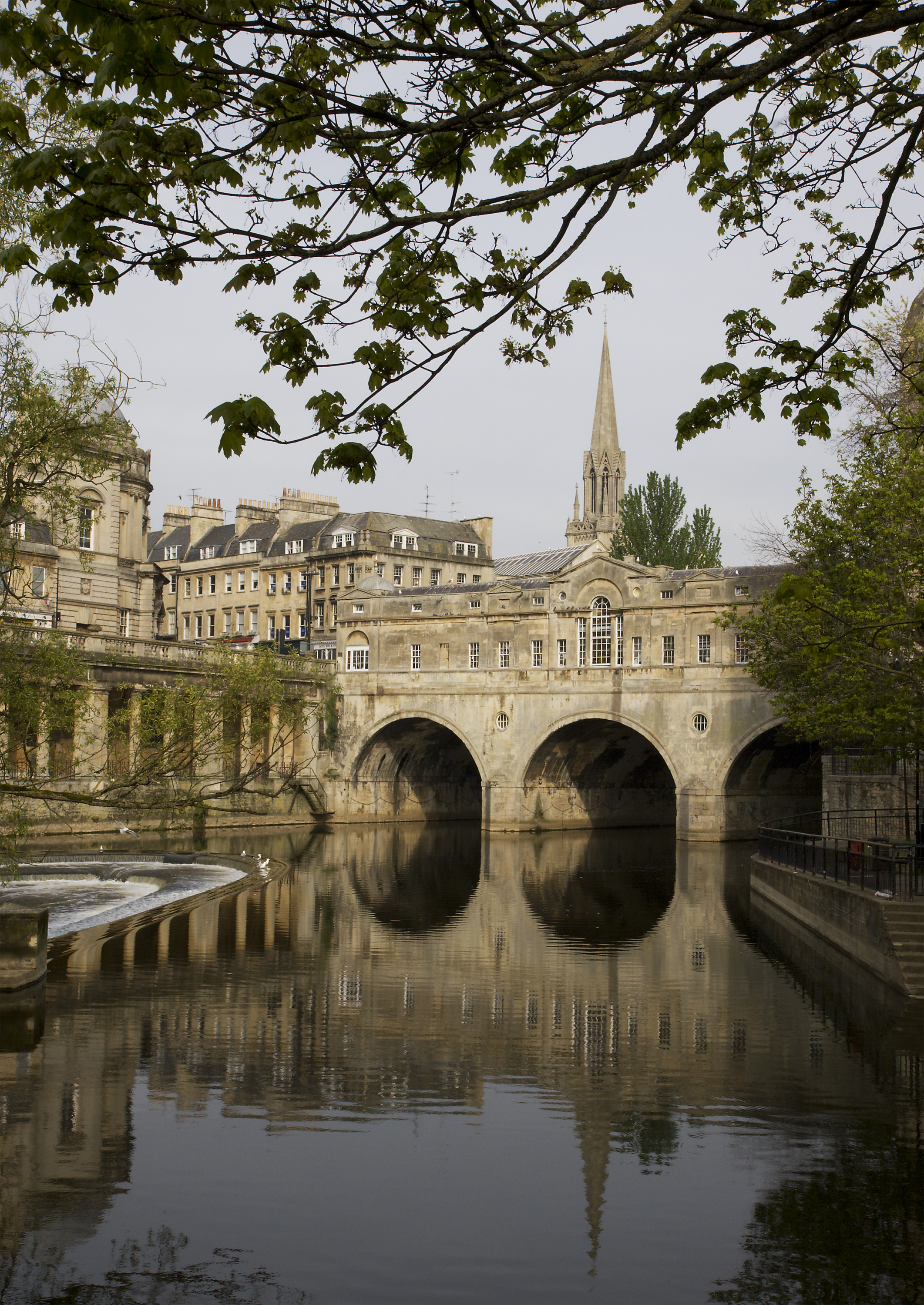
Uma das obras-primas de Robert Adam, em um cenário amplamente georgiano: Pulteney Bridge , Bath , 1774
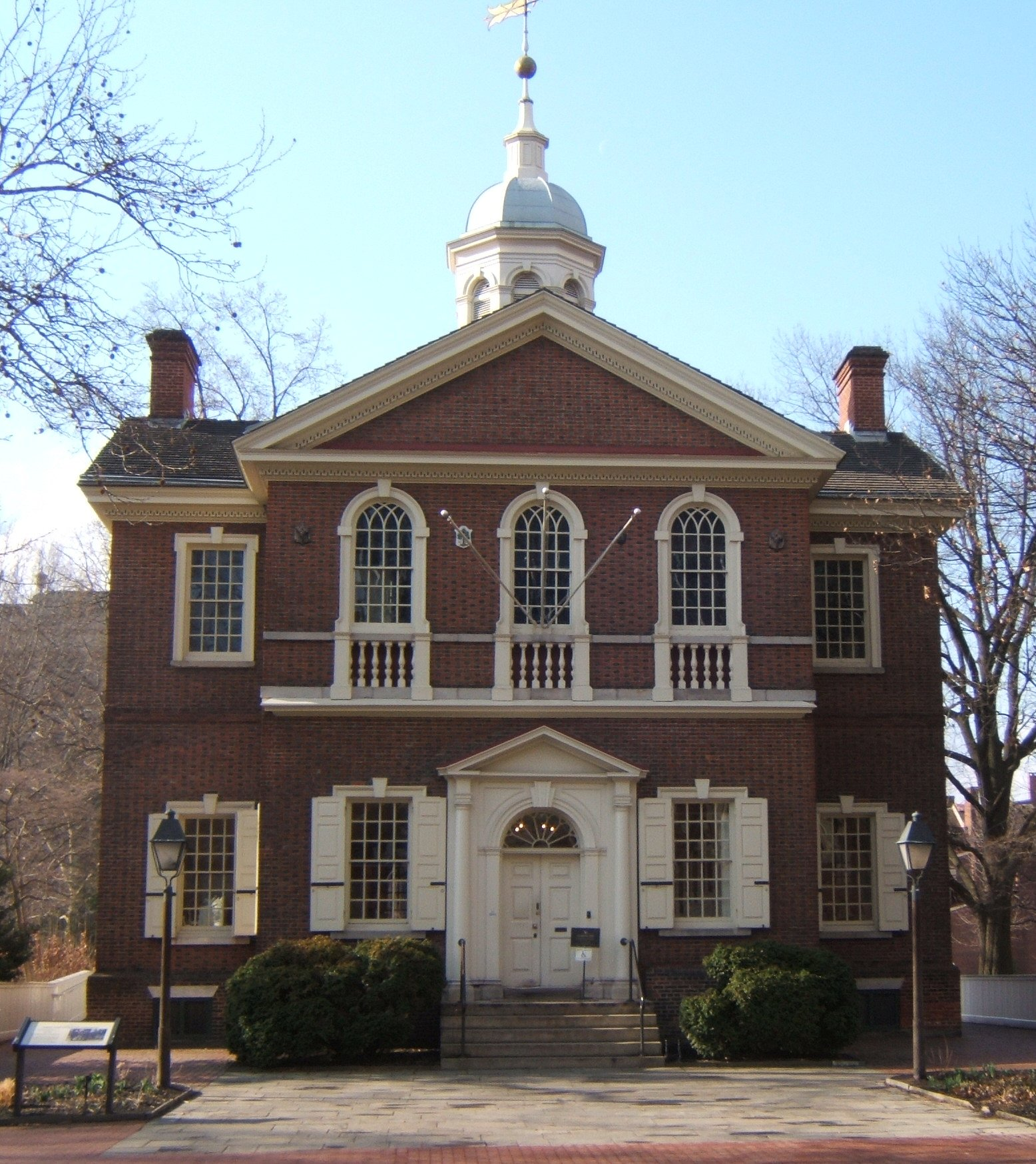
Carpenters' Hall na Filadélfia por Robert Smith, 1775 exemplo da arquitetura colonial americana
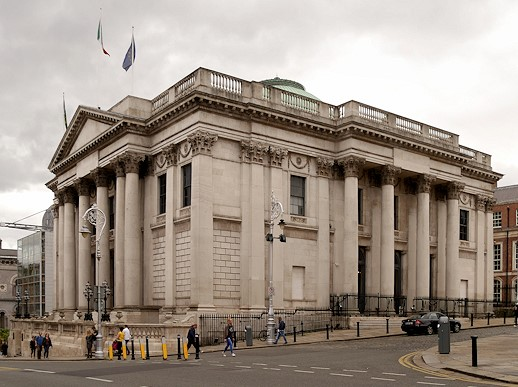
Royal Exchange, Dublin, 1779
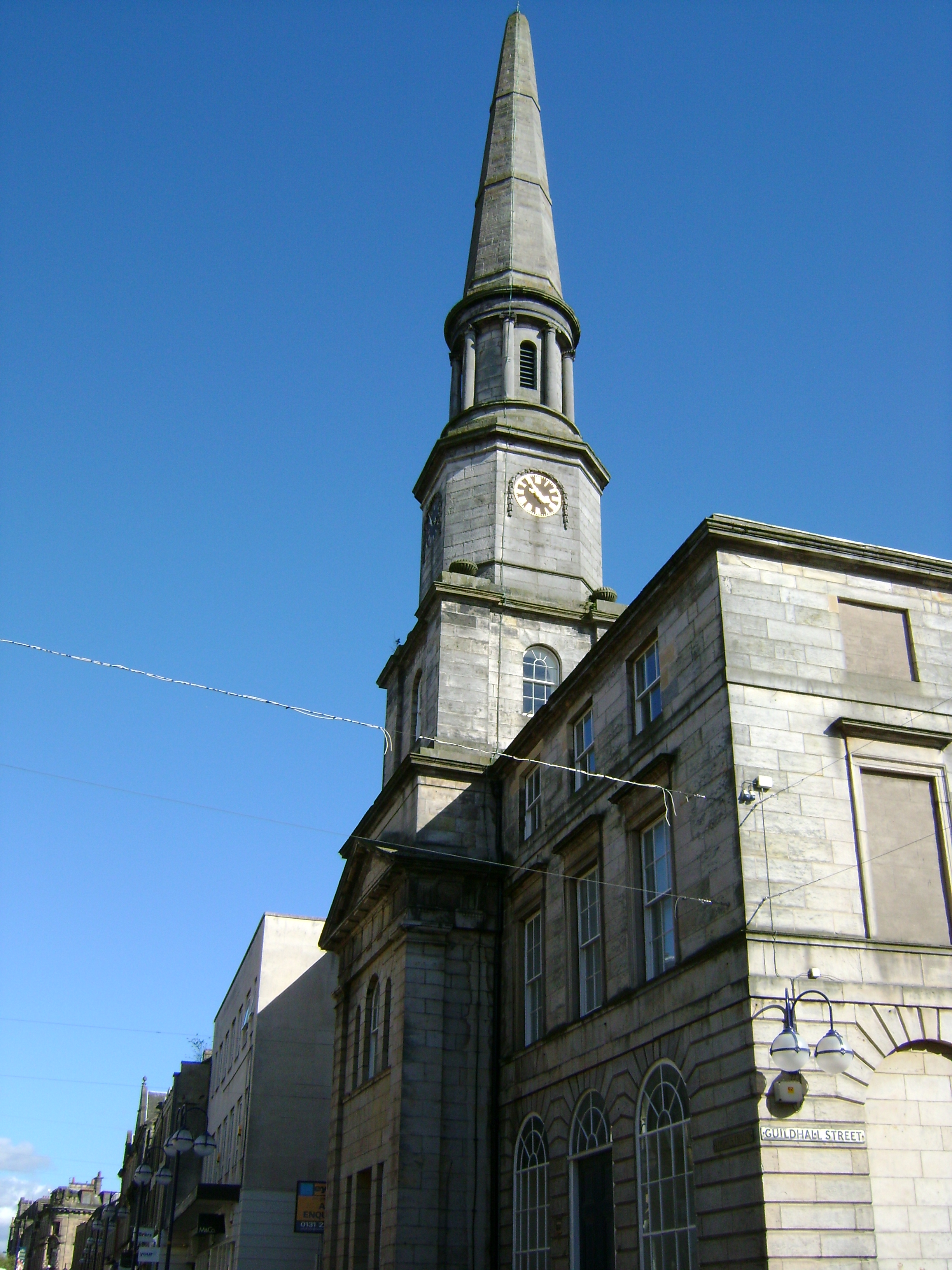
Uma antiga guildhall em Dunfermline , Escócia construída entre 1805 e 1811
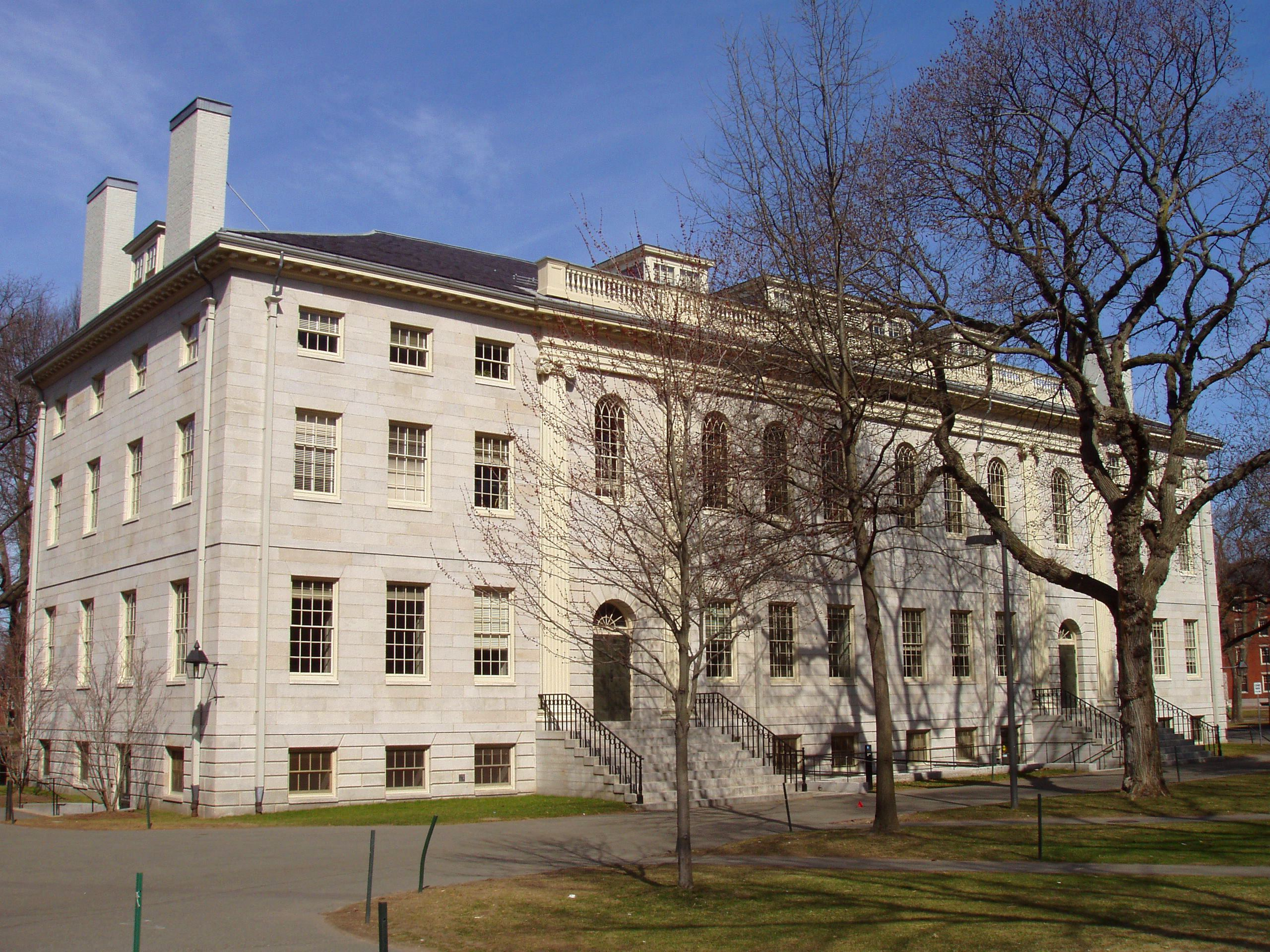
University Hall of Harvard University por Charles Bulfinch (1815), exemplar de contenção ornamental georgiana
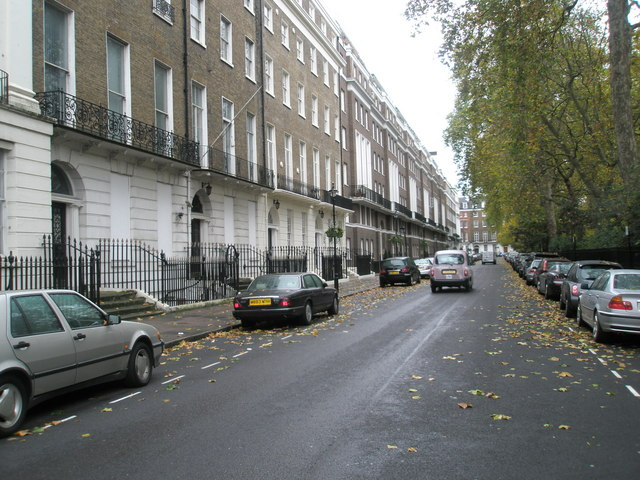
Lado oeste da Bryanston Square, em Londres, com seus jardins. 1810-15
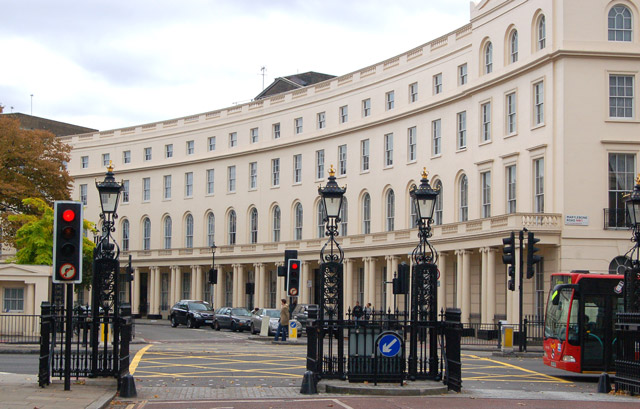
Regência georgiana tardia; a curva oeste de Park Crescent, Londres, por John Nash, 1806–1821
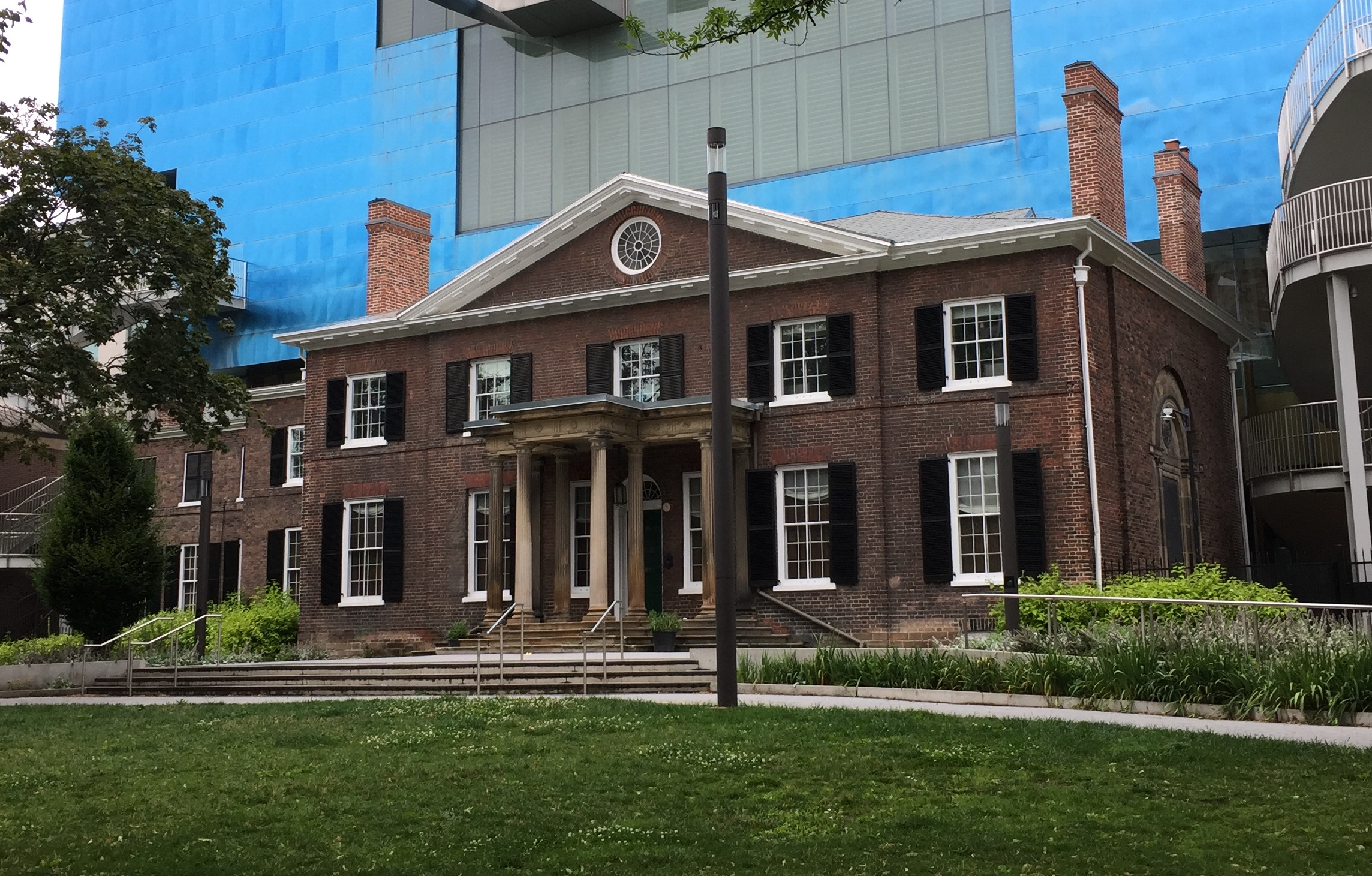
The Grange, uma mansão georgiana em Toronto construída para D'Arcy Boulton em 1817
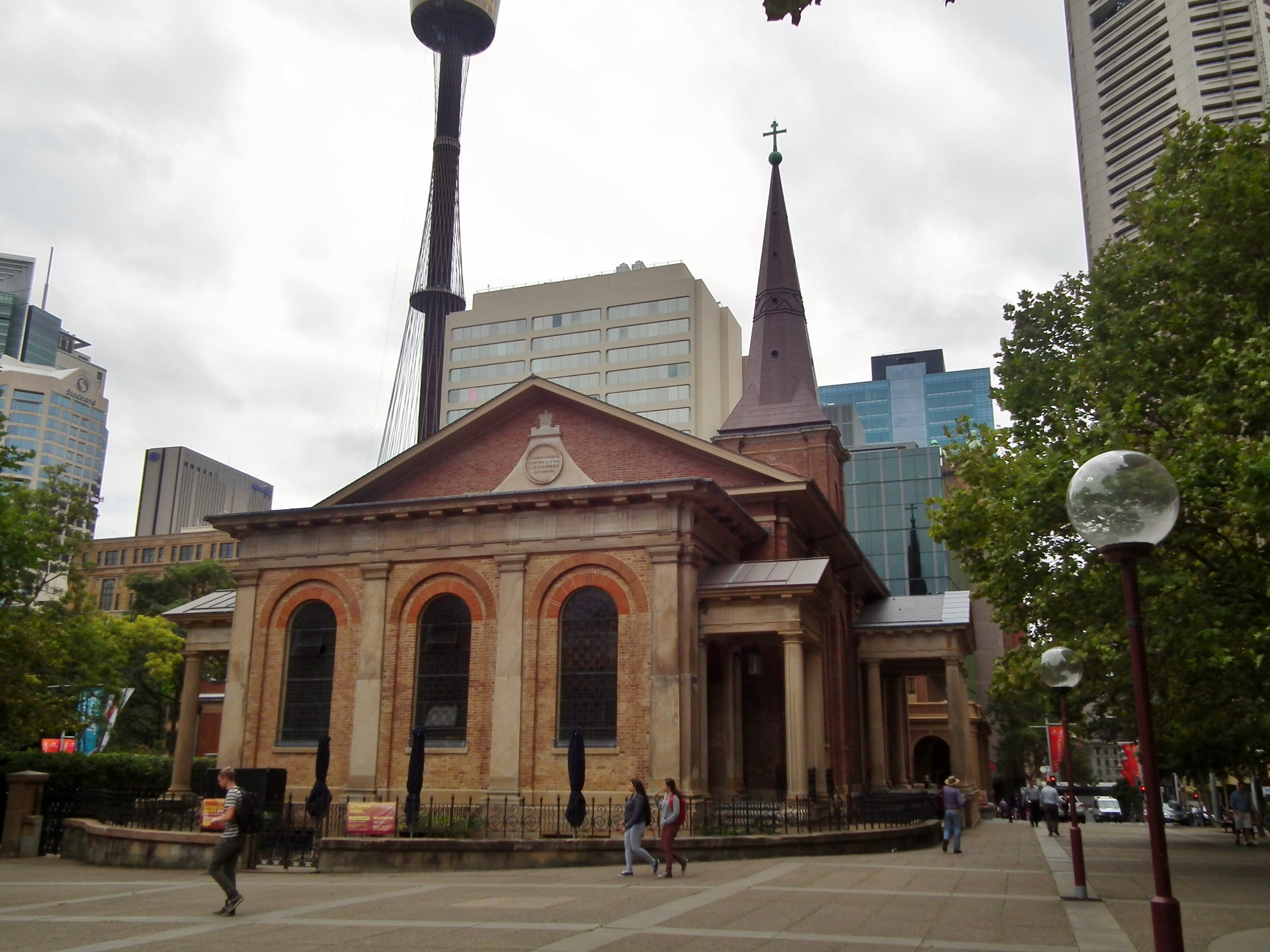
St James' Church, Sydney na arquitetura colonial georgiana, construída em 1824
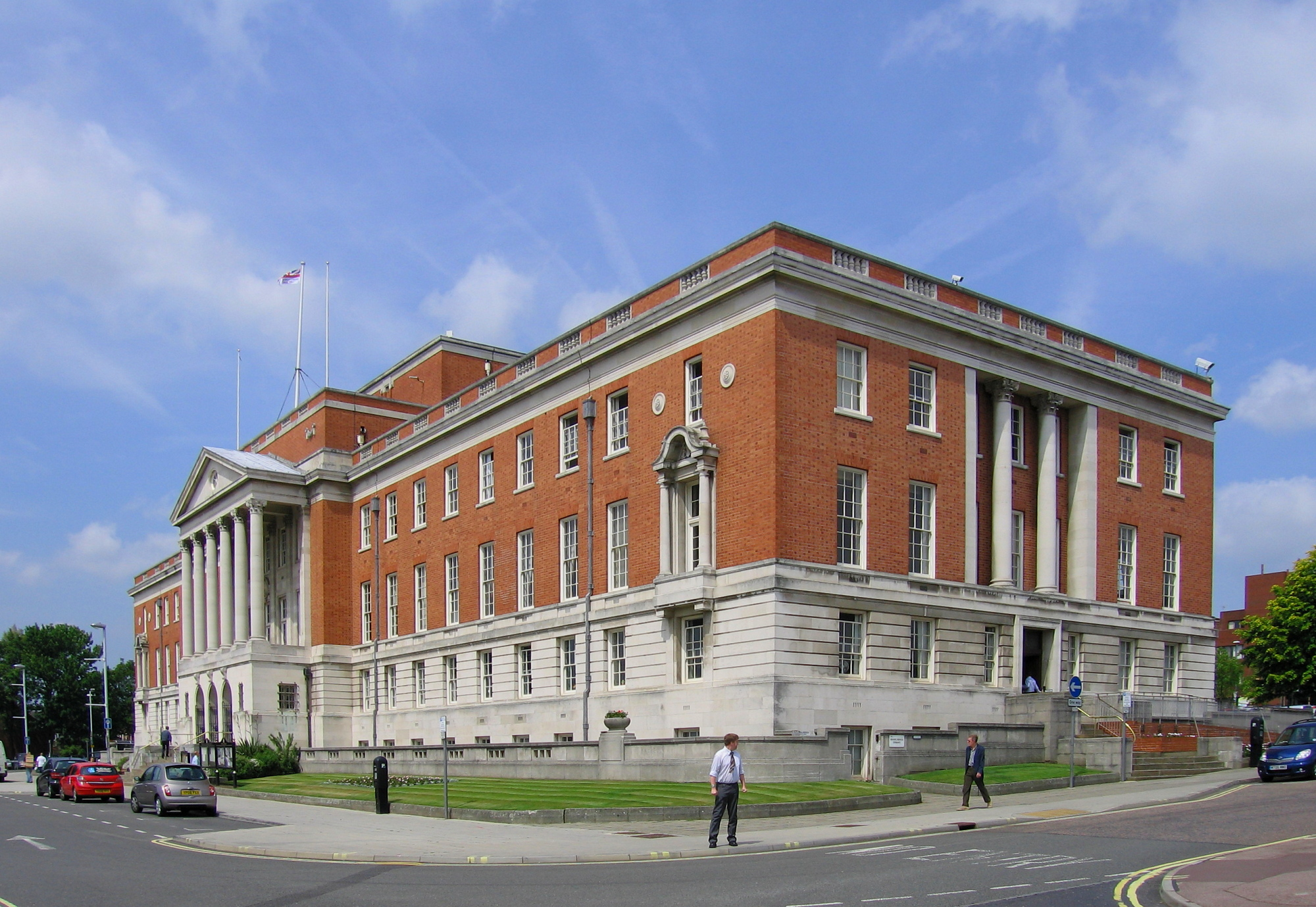
Neo-georgiano - Chesterfield Town Hall (1938), Derbyshire, por Bradshaw Gass & Hope
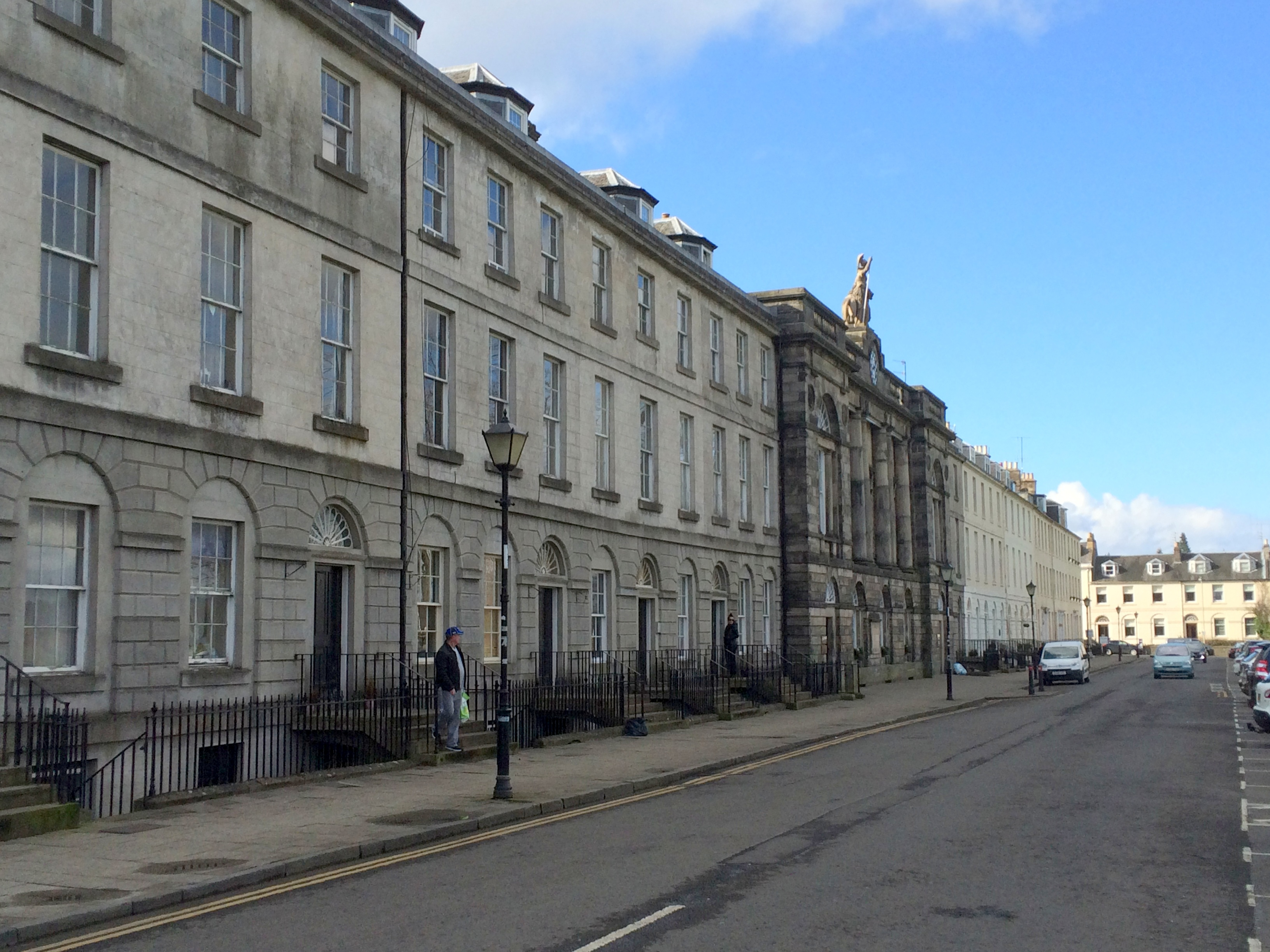
Rose Terrace, Perth, Escócia